# Cantó de Redange
El Cantó de Redange (luxemburguès Kanton Réiden) és un cantó situat a l'oest de Luxemburg, al districte de Diekirch. Té 267 kilòmetres quadrats i 20.874 habitants.
El cantó es divideix en 10 comunes:
- Beckerich
- Ell
- Groussbus-Wal
- Préizerdaul
- Rambrouch
- Redange
- Saeul
- Useldange
- Vichten